# Old Road
Old Road är en ort i Antigua och Barbuda.   Den ligger i parishen Parish of Saint Mary, i den centrala delen av landet, 11 kilometer söder om huvudstaden Saint John's. Old Road ligger 2 meter över havet och antalet invånare är 623. Den ligger på ön Antigua.
Terrängen runt Old Road är lite kuperad. Havet är nära Old Road åt sydväst. Närmaste större samhälle är Saint John's, 11,2 kilometer norr om Old Road. 